# Yanco (película)
Yanco es una película dramática mexicana de 1961 dirigida por Servando González . Está basado en  el cuento corto Janko Muzykant, escrito en 1879 por Henryk Sienkiewicz .

## Sinopsis
Juanito es un niño que vive en el pueblo de Mixquic,en las afueras de la Ciudad de México. A pesar de su corta edad, está más interesado en la naturaleza, el cuidado de pequeños animales  a quienes considera sus amigos, y sus propias reflexiones; Esto se debe a una natural afinidad con los sonidos, así como a la hipersensibilidad ante la cacofonía de su entorno cotidiano, por lo cual prefiere estar solo. 
Tras asistir a una sesión fotográfica para honrar a su padre, un revolucionario muerto en batalla, conoce a un viejo violinista sordomudo que toca en el pueblo a cambio de limosnas, y vive solo; fascinado por la música, Juanito entabla un estrecho vínculo con el anciano que toma al niño bajo su tutela y le enseña lo que sabe sobre el violín. Juanito se siente finalmente aceptado y con un propósito en la vida, pero la tragedia lo golpea: su madre enferma y él tiene que cuidarla, y por lo tanto, deja de asistir a clases con el anciano. Finalmente, la madre de Juanito se recupera, pero el anciano muere, dejando a Juanito sintiéndose solo de nuevo. Las posesiones del anciano son reclamadas por el tendero del pueblo, un español dueño del único almacén y cantina del lugar. Esto incluye su violín, el cual tiene grabado el nombre YANCO en el dorso.
Juanito consigue trabajo como ayudante en la tienda para estar cerca del misterioso violín; todas las noches, el niño toma el instrumento y se lo lleva a un islote cercano, en donde lo toca; la extraña música perturba a la población del pueblo, la cual considera las notas como una manifestación sobrenatural; con el pasar de los días, se dan sucesos tales como enfermedades que matan a animales y gente, y los habitantes relacionan, de alguna manera, las desgracias con la música de Juanito.
En plena celebración de Día de Muertos, e incitada por el tendero, una turba armada con antorchas y herramientas agrícolas busca a Juanito, quien toca el violín en el pequeño islote. En su estado de éxtasis, el pedazo de piedra sobre el que está de pie Juanito se desprende, y una corriente se lo lleva a través de los canales, mientras el niño sigue tocando apasionadamente, sin inmutarse por el movimiento. Cuando la turba llega, es demasiado tarde, ya que un remolino en el agua se ha tragado a Juanito y al violín Yanco al fondo del lago, salvando así al niño de la turba armada y de un mundo que no lo comprende.

## Elenco
- Ricardo Ancona – Juanito
- Jesús Medina – Viejo profesor de violín
- María Bustamante – María [2]

## Producción
La película se rodó en el pueblo de Mixquic, que era entonces una zona rural de la Ciudad de México . La trama enfatiza más los aspectos visuales de la narración, ya que los diálogos, a pesar de haberlos en español y en náhuatl, son escasos y a veces ininteligibles. Esta narración visual retoma elementos del estilo de filmes soviéticos silentes, valiéndose de la fotografía y las expresiones de los personajes.

## Premios
Yanco ganó el Premio Especial del Jurado en el Festival de Cine de Valladolid en 1962